# Saint-Christoly-de-Blaye

Saint-Christoly-de-Blaye este o comună în departamentul Gironde din sud-vestul Franței. În 2009 avea o populație de 1.914 de locuitori.

## Evoluția populației
| An        | 1975  | 1982  | 1990  | 1999  | 2006  | 2009  |
| --------- | ----- | ----- | ----- | ----- | ----- | ----- |
| Populație | 1.687 | 1.733 | 1.765 | 1.771 | 1.836 | 1.914 |